# Kénitra Athletic Club
El Kenitra Athletic Club (KAC) (àrab: النادي القنيطري, an-Nādī al-Qunayṭrī, ‘Club de Kenitra’) és un club de futbol marroquí de la ciutat de Kenitra.

## Història
Fundat el 1938, el KAC és el segon club més antic del Marroc fundat només per marroquins.

## Presidents des de 1938
- Seddik M'kinsi
- Abdelkader Sbai (Tanto)
- Ahmed Souiri
- Abderahmmane M'kinsi
- Mohammed Temsamani
- Moulay Ahmed Ouadghiri
- Mohammed Benjelloun
- Ahmed Benkirane
- Mohammed Bouaazaoui
- Haitouf Elghazi
- Mohammed Doumou (1975 - 2000)
- Mohammed El Harrati
- Mohammed Al Moutawakkil
- Houcine Benmoussa
- Khalil Sebbar
- Benaissa Akrouch
- Hakim Doumou (des de 2006)

## Palmarès
- Lliga marroquina de futbol:[1]
  - 1960, 1973, 1981, 1982
- Segona divisió marroquina de futbol:
  - 1976, 2002
- Copa marroquina de futbol:[2]
  - 1961